# Велика Рудока
Велика Рудока је највиши врх планине Рудоке и врх Србије, са надморском висином од 2.660 m. Налази се на Шар-планини у јужном делу Србије тачно на граници са Северном Македонијом. У старијим изворима се сматрало да је надморска висина 2.658 m, али новија мерења су то оповргнула. Врх је виши за 4 m од раније сматраног највишег врха Ђеравице 2.656 m, на Проклетијама.
Налази се између Шар-планине и Враца, југозападно од Тетова. Пружа се у југозападно-североисточном смеру, поред Бориславеца. Источни обронци су јако стрми, а западни се благо спуштају и прелазе у Шар-планину. Има мало вода и долина. На Рудоци су два језера: Црно језеро и Бело језеро. Маздрача, слив који се улива у Вардар, извире из Црног језера.
Честа је заблуда да је највиши врх у Косову Ђеравица. То је писало и у Статистичком годишњаку Републике Србије 2020. и у неким српским уџбеницима. Статистички годишњак Републике Србије 2021. је исправио овај податак, као и уџбеник за географију у основним школама Србије за 2021. Статистички годишњак Косова и даље наводи да је Ђеравица највиши врх.
Знаде се барем од 1972. да је Велика Рудока виша, када је Топографска карта Југославије објављена. По мр. Сави Станковићу, заблуду је створило нејасно разграничење између Социјалистичке Републике Македоније и Социјалистичке Републике Србије. Граница је тачно одређена тек након распада социјалистичке Југославије уговором између Савезне Републике Југославије и Републике Македоније уговором потписаним у Скопљу 23. 02. 2001.